# Sexta-feira Santa

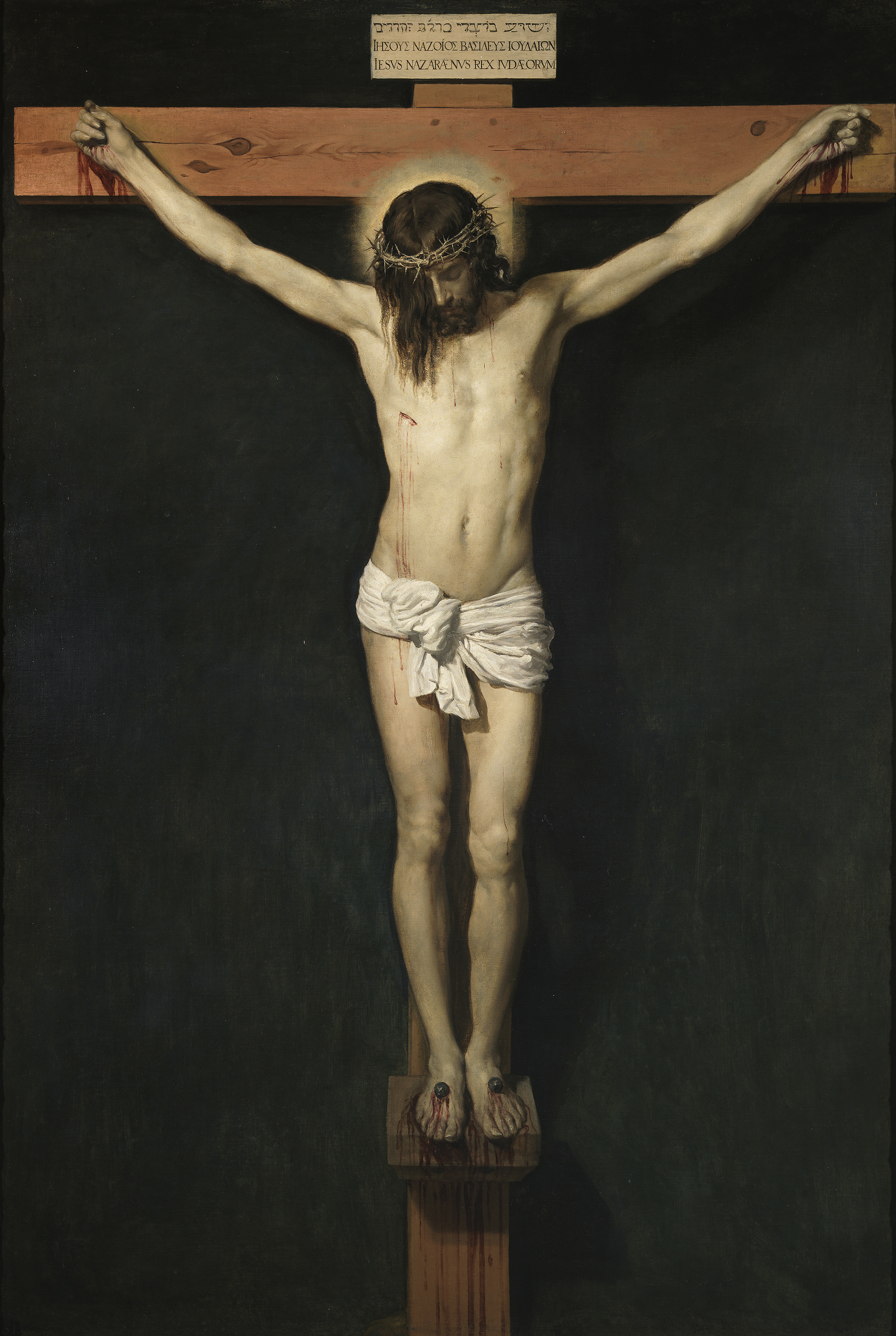
Cristo crucificado. A morte de Jesus é o principal evento relembrado na Sexta-feira Santa.
1632. Por Diego Velázquez, atualmente no Museu do Prado, em Madrid

Sexta-feira Santa, também chamada de Sexta-Feira da Paixão ou Sexta-Feira Maior  é uma data religiosa cristã que recorda a crucificação de Jesus Cristo e sua morte no Calvário. Essa celebração ocorre sempre na sexta-feira que antecede o Domingo de Páscoa. No calendário romano, é o segundo dia do Tríduo Pascal, que se inicia com a Quinta-feira Santa. No cristianismo oriental, considera-se a Sexta-feira Santa como o sétimo dia da Semana Santa, ao se incluir também o Sábado de Lázaro, que antecede o Domingo de Ramos.
Neste dia, a Igreja se abstém da celebração da Santa Missa. Em vez disso, realiza-se a Celebração da Paixão do Senhor, geralmente às 15h, horário da morte de Cristo. Durante essa liturgia, os fiéis meditam sobre a Paixão do Senhor, veneram a Santa Cruz e comungam com hóstias consagradas na Missa da Ceia do Senhor do dia anterior. A Sexta-feira Santa pode coincidir com a data da Páscoa judaica.
A Sexta-feira Santa é um dia de jejum e abstinência de carne obrigatórios para os católicos, marcando um tempo de profundo recolhimento, silêncio e oração. Não é apenas uma memória histórica, mas uma participação espiritual no sacrifício redentor de Cristo.
Por sua grande importância, este dia é feriado nacional em muitos países, especialmente aqueles de maioria cristã.

## Narrativa bíblica
De acordo com os relatos nos evangelhos, os guardas do templo, guiados pelo apóstolo Judas Iscariotes, prenderam Jesus no Getsêmani. Depois de beijar Jesus, o sinal combinado com os guardas para demonstrar que era o líder do grupo, Judas recebeu trinta moedas de prata (Mateus 26:14–16) como recompensa. Depois da prisão, Jesus foi levado à casa de Anás, o sogro do sumo-sacerdote dos judeus, Caifás. Sem revelar nada durante seu interrogatório, Jesus foi enviado para Caifás, que tinha consigo o Sinédrio reunido (João 18:1–24).

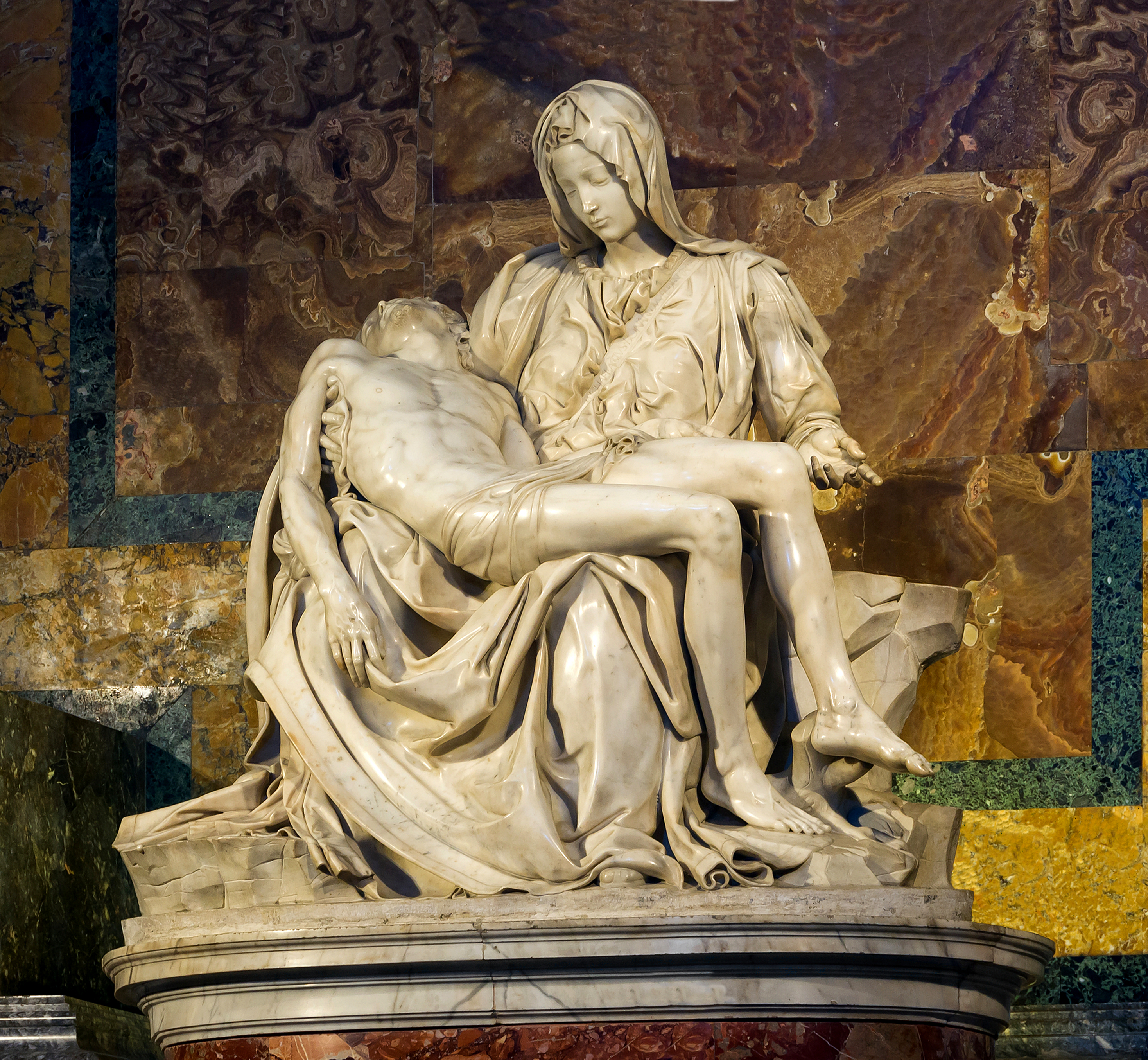
Pietà, uma imagem da Lamentação de Cristo.
Por Michelângelo, atualmente na Basílica de São Pedro, no Vaticano.

Muitas testemunhas apareceram para acusar Jesus, mas seus relatos conflitavam entre si e Jesus manteve-se em silêncio. Finalmente, o sumo-sacerdote desafiou Jesus dizendo: «Eu te conjuro pelo Deus vivo que nos digas se tu és o Cristo, o Filho de Deus.» (Mateus 26:63) A resposta de Jesus foi: «Tu o disseste; contudo vos declaro que vereis mais tarde o Filho do homem sentado à direita do Todo-poderoso e vindo sobre as nuvens do céu.» (Mateus 26:64) Por conta disto, Caifás condenou Jesus por blasfêmia e o Sinédrio concordou em sentenciá-lo à morte (Mateus 26:57–66). Pedro, que esperava no pátio, negou Jesus por três vezes enquanto o interrogatório se desenrolava, exatamente como Jesus havia previsto.
Na manhã seguinte, uma multidão seguiu com Jesus preso até o governador romano Pôncio Pilatos e o acusaram de subversão contra o Império Romano, de se opor aos impostos pagos ao césar e de autodenominar "rei" (Lucas 23:1–2). Pilatos autorizou os líderes judeus a julgarem Jesus de acordo com seus próprios costumes e passar-lhe a sentença, mas foi lembrado pelos líderes judeus que os romanos não lhes permitiam executar sentenças de morte (João 18:31).
Pilatos interrogou Jesus e afirmou para a multidão que não via fundamentos para uma pena de morte. Quando ele soube que Jesus era da Galileia, Pilatos delegou o caso para o tetrarca da região, Herodes Antipas, que, como Jesus, estava em Jerusalém para a celebração da Páscoa judaica. Herodes também interrogou Jesus, mas não conseguiu nenhuma resposta e enviou-o de volta a Pilatos, que disse para a multidão que nem ele e nem Herodes viam motivo para condenar Jesus. Ele então se decidiu por chicoteá-lo e soltá-lo, mas os sacerdotes incitaram a multidão a pedir que Barrabás, que havia sido preso por assassinato durante uma revolta, fosse solto no lugar dele. Quando Pilatos perguntou então o que deveria fazer com Jesus, a resposta foi: «Crucifica-o!» (Marcos 15:6–14). A esposa de Pôncio Pilatos havia sonhado com Jesus naquele mesmo dia e alertou Pilatos para que ele não se envolvesse «na questão deste justo» (Mateus 27:19) e, perplexo, o governador ordenou que ele fosse chicoteado e humilhado. Os sumo-sacerdotes informaram então Pilatos de uma nova acusação e exigiram que ele fosse condenado à morte por "alegar ser o Filho de Deus". Esta possibilidade atemorizou Pilatos, que voltou a interrogar Jesus para descobrir de onde ele havia vindo (João 19:1–9).
Voltando à multidão novamente, Pilatos declarou que Jesus era inocente e lavou suas mãos para mostrar que não queria ter parte alguma em sua condenação, mas mesmo assim entregou Jesus para que fosse crucificado para evitar uma rebelião (Mateus 27:24–26). Jesus carregou sua cruz até o local de sua execução (com a ajuda de Simão Cireneu), um lugar chamado "da Caveira" (Gólgota em hebraico e Calvário em latim). Lá foi crucificado entre dois ladrões (João 19:17–22).
Jesus agonizou na cruz por aproximadamente seis horas. Durante as últimas três, do meio-dia às três da tarde, uma escuridão cobriu "toda a terra" (Mateus 27:45, Marcos 15:13 e Lucas 23:44).
Quando Jesus morreu, houve um terremoto, túmulos se abriram e a cortina do Templo rasgou-se cima até embaixo. José de Arimateia, um membro do Sinédrio e seguidor de Jesus em segredo, foi até Pilatos e pediu o corpo de Jesus para que fosse sepultado (Lucas 23:50–52). Outro seguidor de Jesus em segredo e também membro do Sinédrio, Nicodemos, foi com José de Arimateia para ajudar a retirar o corpo da cruz (João 19:39–40). Porém, Pilatos pediu que o centurião que estava de guarda confirmasse que Jesus estava morto (Marcos 15:44) e um soldado furou o flanco de Jesus com uma lança, o que provocou um fluxo de sangue e água do ferimento (João 19:34).
José de Arimateia então levou o corpo de Jesus, envolveu-o numa mortalha de linho e o colocou em um túmulo novo que havia sido escavado num rochedo (Mateus 27:59–60) que ficava num jardim perto do local da crucificação. Nicodemos trouxe mirra e aloé e ungiu o corpo de Jesus, como era o costume dos judeus (João 19:39–40). Para selar o túmulo, uma grande rocha foi rolada em frente à entrada (Mateus 27:60) e todos voltaram para casa para iniciar o repouso obrigatório do sabá, que começou ao pôr-do-sol (Lucas 23:54–56).

## Cristianismo oriental

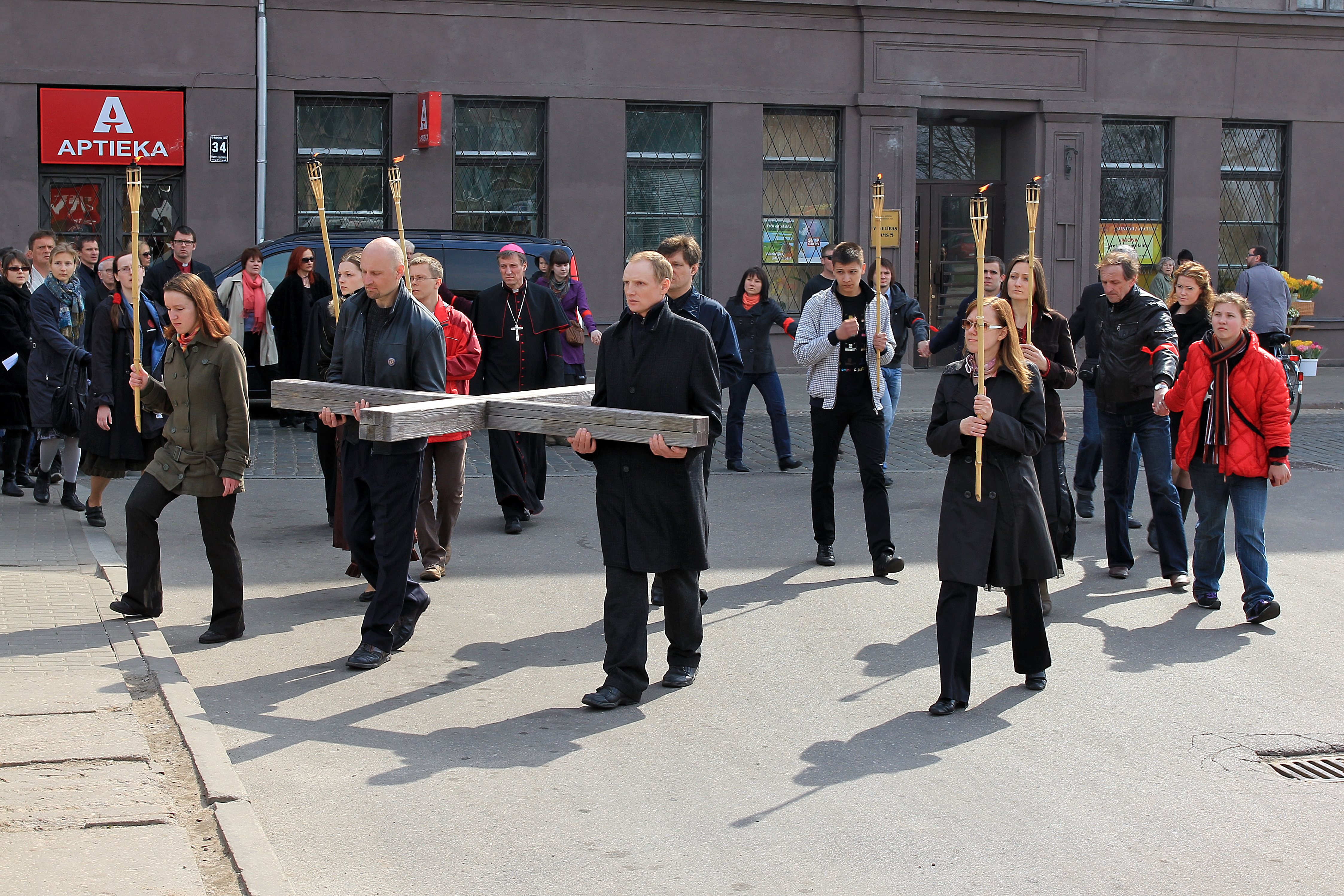
Procissão de Sexta-feira Santa em Riga, na Letônia.

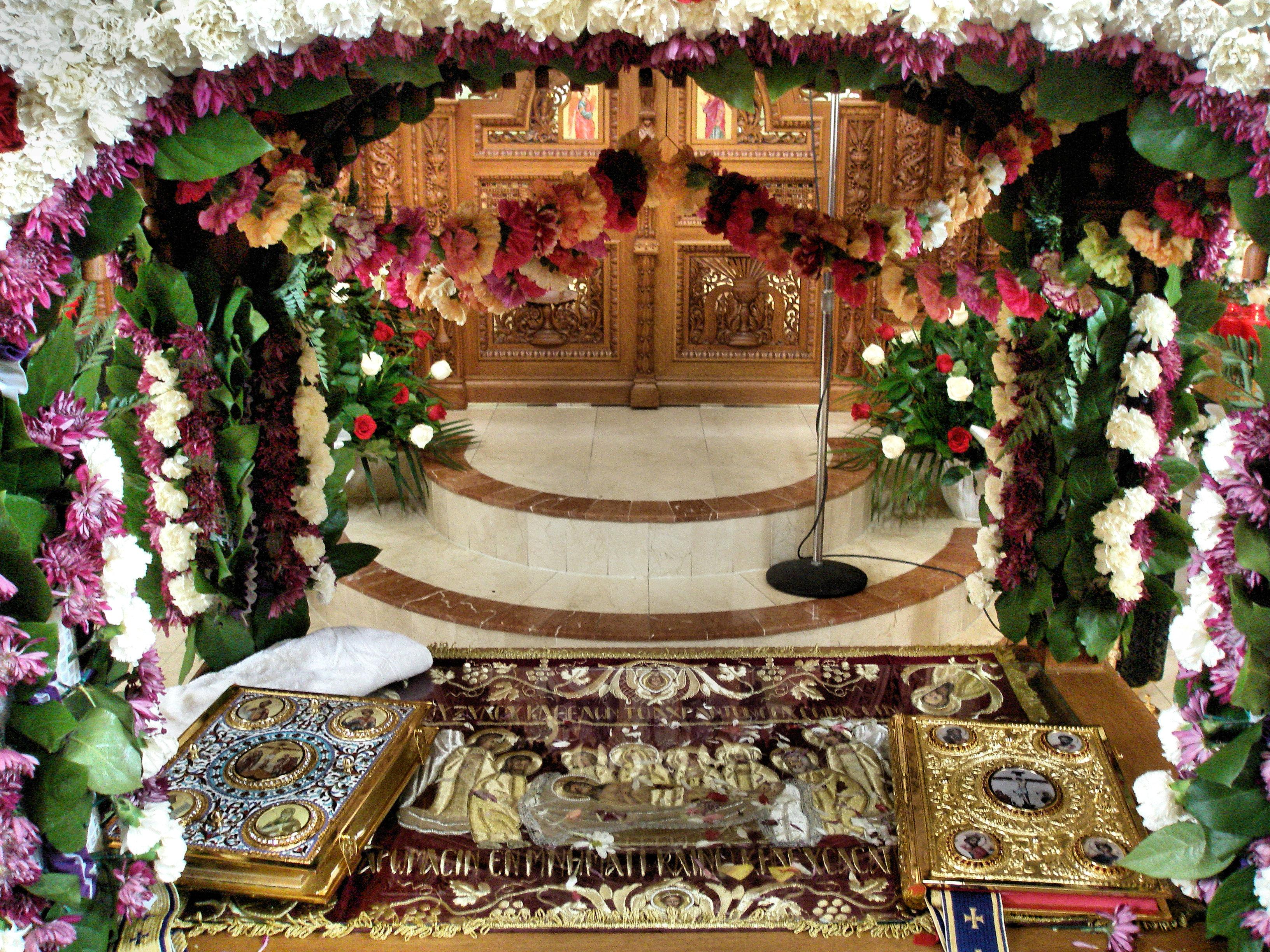
Epitaphios na Catedral Ortodoxa Grega da Anunciação da Virgem Maria, em Toronto, no Canadá.

A Igreja Ortodoxa e as Igrejas Católicas Orientais de rito bizantino chamam este dia de "Grande e Sagrada Sexta-feira" ou "Grande Sexta-feira".
Como o sacrifício de Jesus na cruz é relembrado neste dia, a Divina Liturgia (o sacrifício do pão e do vinho) jamais é celebrada na Grande Sexta-feira, exceto quando a data cai no mesmo dia da grande festa da Anunciação, celebrada na data fixa de 25 de março (para as igrejas que utilizam o calendário juliano, a data atualmente cai no dia 7 de abril do calendário gregoriano). Também neste dia, o clero deixa de vestir o roxo ou o vermelho, cores da Grande Quaresma e passa a usar o negro. Não se "limpa o altar" na Grande e Sagrada Quinta-feira como no ocidente; ao invés disso, todos as cortinas e tapeçarias da igreja são trocadas para panos negros e assim ficarão até a Divina Liturgia do Grande Sábado.
Os fieis revisitam os eventos do dia com leituras públicas de salmos específicos, dos evangelhos e do canto de hinos sobre a morte de Cristo. Neste dia é observado um jejum bastante estrito e se espera que todos os cristãos bizantinos adultos abdiquem de toda comida e bebida durante todo o dia, desde que não prejudiquem suas condições de saúde. Àqueles que, por idade ou enfermidade, for necessário comer, pão e água podem ser consumidos depois do pôr-do-sol.

### Leituras e liturgia
A observância da Grande e Sagrada Sexta-feira começa na noite da quinta-feira com doze leituras dos quatro evangelhos e que recontam os eventos da Paixão de Cristo, da Última Ceia até a crucificação e sepultamento de Jesus. Algumas igrejas utilizam um candelabro com doze velas e as vão apagando, uma por vez, após cada uma das leituras.
A primeira destas leituras é João 13:31 até João 18:1, a mais longa leitura do evangelho em toda a liturgia ortodoxa dentro do ano litúrgico. Imediatamente antes da sexta leitura, que reconta os eventos de Jesus sendo pregado na cruz, uma grande cruz é carregada para fora do presbitério pelo padre, acompanhado por incenso e velas, e colocada no centro da nave (onde estão os fieis); afixado nela está um ícone do corpo de cristo. Cânticos específicos são entoados durante este ritual.
Durante o serviço, todos os presentes beijam os pés de Cristo na cruz. Em seguida, um comovente hino chamado "O Sábio Ladrão" é entoado por cantores que ficam aos pés da cruz.
No dia seguinte, na manhã de sexta, todos se juntam novamente para as "Horas Reais", uma celebração expandida das Pequenas Horas (incluindo a primeira, terceira, sexta, nona e a típica) pela adição de leituras do Antigo Testamento, Epístolas e do Evangelho e  hinos sobre a crucificação em cada uma das horas.
À tarde, por volta das três horas, todos se juntam para celebrar a Deposição da Cruz. A leitura é uma concatenação baseada nos quatro evangelhos. Durante o serviço, o corpo de cristo é removido da cruz e levado para o altar. Perto do fim do serviço, um epitaphios (um pano bordado com a imagem de Cristo preparado para ser sepultado) é levado em procissão até uma mesa baixa na nave, símbolo do túmulo de Cristo, geralmente decorado com muitas flores. O epitaphios representa o corpo de Cristo já envolvo na mortalha e tem aproximadamente o tamanho de um ícone escala real do corpo de Cristo. Alguns padres nesta hora fazem uma homilia e todos se aproximam para a veneração.
Ao cair da noite de sexta-feira, começa o período conhecido como matinas do Grande e Sagrado Sábado, e realiza-se um serviço único conhecido como "Lamentação no Túmulo" (Epitáphios Thrēnos) ou "Matinas de Jerusalém" em volta do epitaphios no centro da nave da igreja. Sua característica principal é canto das "lamentações" ou "glórias" (Enkōmia), que consiste em versos cantados pelo clero intercalados aos versos do Salmo 119 (que é, de longe, o mais longo salmo da Bíblia). As Enkōmia são os mais apreciados hinos bizantinos, por sua poesia e música, que se encaixam perfeitamente entre si e refletem a solenidade do dia. Não se conhece o nome do autor, mas o estilo sugere uma data por volta do século VI, provavelmente na época de São Romano, o Melodista.
No final da cerimônia, o epitaphios é levado em procissão para dar uma volta na igreja e de volta para o túmulo. Algumas igrejas praticam o costume de segurar o epitaphios na porta, pouco acima da linha da cintura, para que os fieis passem curvados por baixo quando reentram na igreja, simbolizando sua entrada na morte e ressurreição de Cristo. O epitaphios ficará no túmulo até o serviço de Páscoa no domingo de manhã.

## Na Igreja Católica Romana

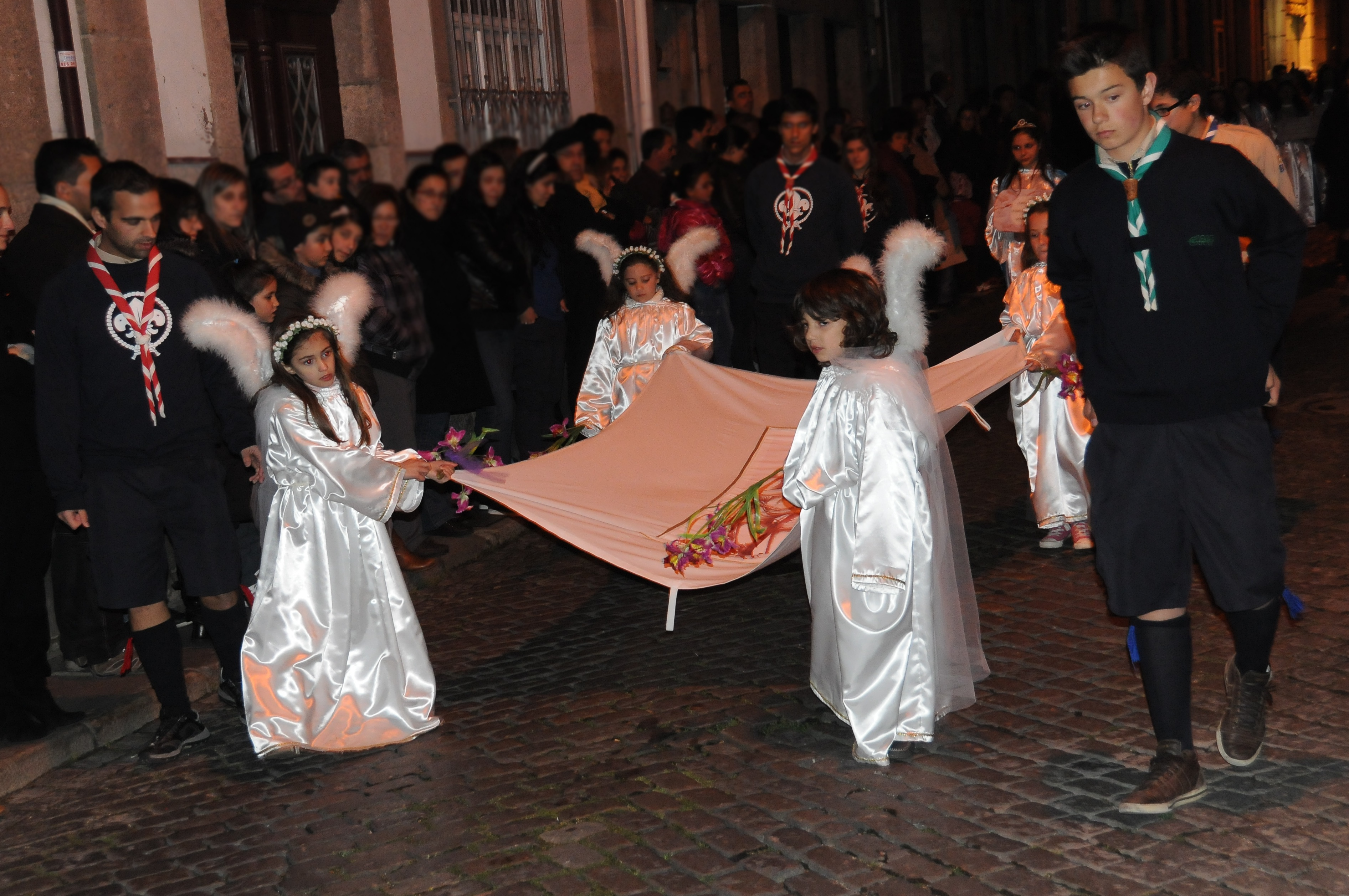
Procissão do Senhor Morto em Braga, Portugal.

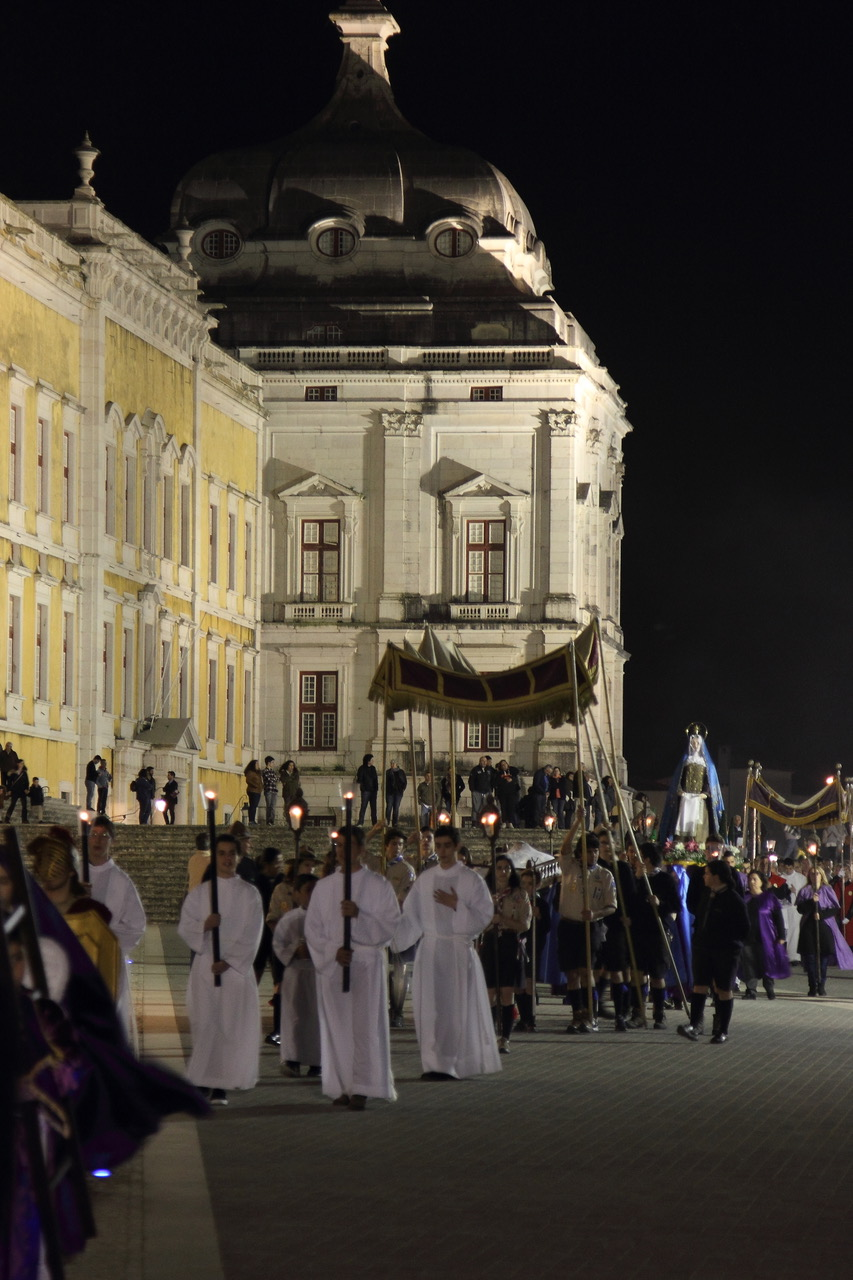
Procissão do Enterro em Mafra.

### Dia de jejum
A Igreja Católica trata a Sexta-feira Santa como dia de jejum, o que, na Igreja Latina, é compreendido como sendo um dia em se faz apenas uma refeição (menor do que uma refeição normal) e duas colações (um pequeno repasto que, contados juntos, não perfazem uma refeição completa), todas sem carne. É por conta desta tradição que em muitos restaurantes em países católicos servem peixe neste dia. Nos países onde não é feriado, o serviço litúrgico das três da tarde é geralmente atrasado algumas horas.

### Serviços litúrgicos
O rito romano não prevê a celebração de missas entre a Missa da Ceia do Senhor na noite da Quinta-feira Santa e a Vigília Pascal, exceto por autorização especial da Santa Sé ou do bispo local. O único sacramento celebrado neste período é o batismo para os que estão à beira da morte, a confissão e a unção dos enfermos. Durante este período, velas e toalhas são retiradas do altar, que fica completamente limpo. Costuma-se também esvaziar todas as fontes de água benta, já como preparação para a bênção da água durante a Vigília Pascal. Tradicionalmente, nenhum sino é tocado na Sexta-feira Santa e no Sábado de Aleluia.
A Celebração da Paixão do Senhor se realiza à tarde, idealmente às três da tarde, mas, por razões pastorais (dar tempo aos fiéis chegarem em países em que não há feriado, por exemplo), é possível que seja mais tarde. As vestes utilizadas são vermelhas ou, mais tradicionalmente, negras. Até 1970, eram sempre negras, exceto para o ritual da comunhão, quando se usava o violeta Antes de 1955, só se usava o preto. Se um bispo ou abade estiver celebrando, ele deverá vestir uma mitra simples (mitra simplex).

### Liturgia
A liturgia da Sexta-feira Santa está dividida em três partes: a Liturgia da Palavra, a Veneração da Cruz e a Sagrada Comunhão.
- A "Liturgia da Palavra" é um ritual no qual o clero e os ministros ajudantes param de cantar e entram num silêncio completo. Sem nenhum ruído, prostram-se como sinal do "rebaixamento do 'homem terreno'[14] e também o pesar e tristeza da Igreja".[15] Segue-se a oração da coleta e a leitura de Isaías 52:13-Isaías 53:12, Hebreus 4:14–16, Hebreus 5:7–9 e o relato da Paixão no Evangelho de João, tradicionalmente recitado por três diáconos[16] ou pelo padre, um ou dois leitores e a congregação, que lê a parte da "multidão". Esta parte do ritual termina com as orationes sollemnes, uma série de oração pela Igreja, o papa, o clero e os leigos da Igreja, os que estão se preparando para o batismo, a unidade dos cristãos, os judeus, os que não acreditam em Cristo, os que não acreditam em Deus, os que prestam serviço público e os que precisam de ajuda imediata.[17] Depois de cada uma destas intenções, o diácono conclama os fiéis a se ajoelharem por um breve período de oração individual; o padre celebrante então encerra com uma oração conjunta.
- A "Veneração da Cruz" apresenta um crucifixo, não necessariamente o que está normalmente no altar ou perto dele em situações normais, que é solenemente desembrulhado e mostrado para a congregação e venerado por ela, individualmente se possível, geralmente através de um beijo, enquanto se cantam hinos, a Improperia ("censuras") e o Trisagion.[18]
- A "Sagrada Comunhão" é celebrada com base no rito do final da missa, começando com o Pai Nosso, mas omitindo a "Partilha do pão" e seu cântico, o "Agnus Dei". A Eucaristia, consagrada na Missa da Ceia do Senhor da Quinta-feira Santa, é distribuída neste momento.[19] Antes da reforma do papa Pio XII, apenas o sacerdote recebia a comunhão, um rito chamado de "Missa do Pré-santificado", que incluía as orações normais do ofertório, inclusive o vinho no cálice.[12] O padre e a congregação se despedem em silêncio e a toalha do altar é retirada, deixando o altar limpo, exceto pelo crucifixo e duas ou quatro velas.[20]
- A "Oração dos Fiéis" na sexta-feira santa, é chamada de "Oração Universal". Ela é composta de dez orações cada uma dividida em duas partes: Uma parte feita pelo presidente de celebração e outra feita pela assembleia. Em cada oração reza-se por uma categoria. São elas:[21][22]
  - Pela Santa Igreja;
  - Pelo Papa;
  - Por todas as ordens e categorias de fiéis;
  - Pelos catecúmenos;
  - Pela unidade dos cristãos;
  - Pelos judeus (e não para a conversão deles);
  - Pelos que não creem em Cristo;
  - Pelos que não creem em Deus;
  - Pelos poderes públicos e
  - Pelos que sofrem provações.

### Estações da cruz

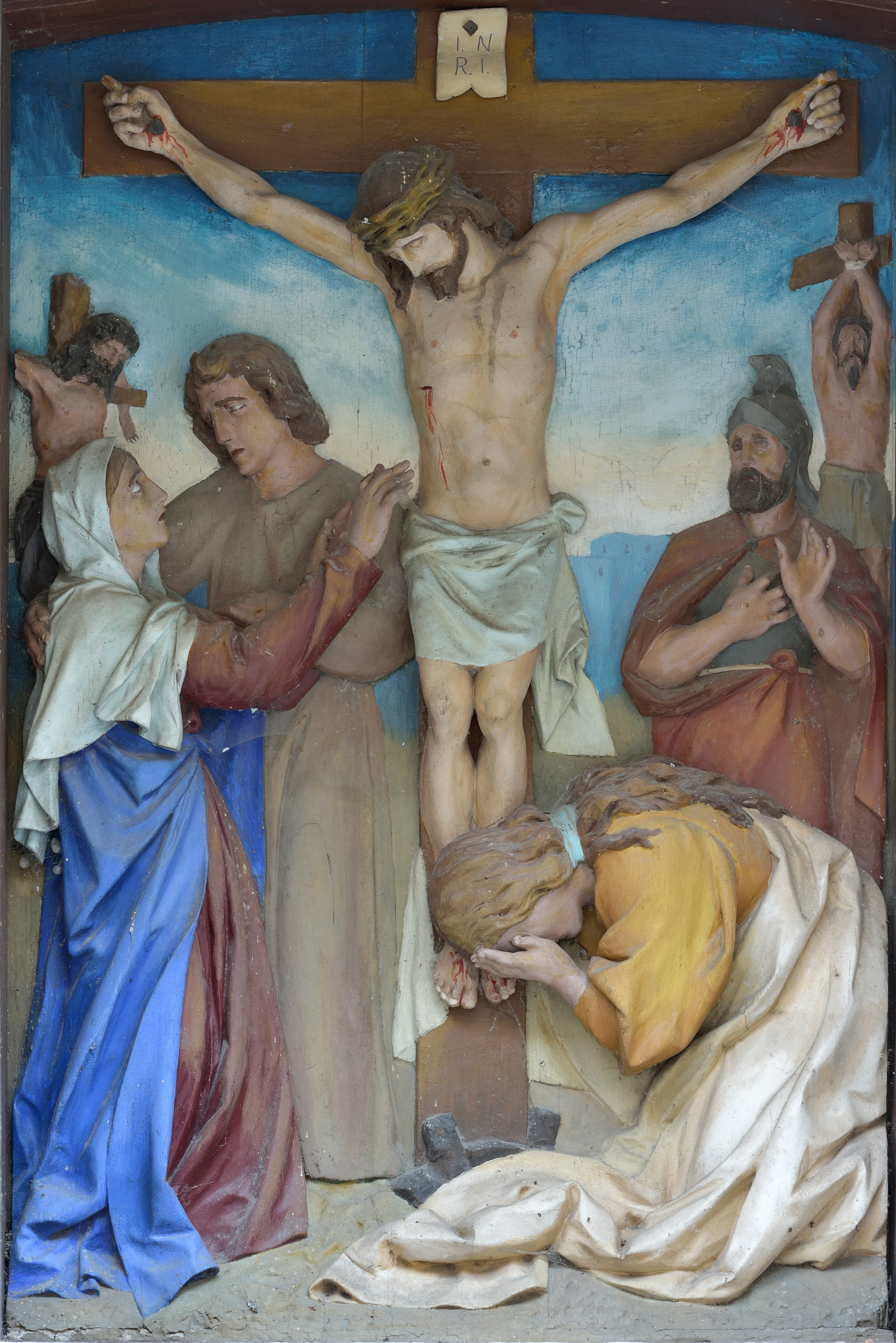
Décima-segunda estação ("Jesus morre na cruz") em Arco, na Itália.

Além das prescrições tradicionais do serviço litúrgico, as estações da cruz também são visitadas para orações, dentro ou fora da igreja, e um serviço específico às vezes realizado entre meio-dia e três da tarde, conhecido como Três Horas de Agonia. Em países como Malta, Itália, Filipinas, Porto Rico e Espanha, procissões com estátuas representando variadas cenas da Paixão ocorrem neste período.
Em Roma, desde o papado de São João Paulo II, o ponto alto à frente do Templo de Vênus e Roma, em posição privilegiada à frente da entrada principal do Coliseu, tem sido utilizado como plataforma de discursos para a multidão. O papa, pessoalmente ou através de representantes, lidera os fieis numa jornada de meditações pelas estações da cruz acompanhando uma cruz que é carregada até o Coliseu.

## Comunhão Anglicana
O Livro de Oração Comum, de 1662, não especifica um ritual específico a ser observado na Sexta-feira Santa, mas os costumes locais geralmente incluem diversos serviços, incluindo as "Sete Frases de Jesus na Cruz" e um serviço de três horas. Mais recentemente, as edições revisadas do Livro de Oração Comum e da Liturgia Comum reintroduziram diversas observâncias anteriores à Reforma, que correspondem aos rituais da Igreja Católica Romana.

## Outras tradições protestantes
Muitas comunidades protestantes celebram serviços litúrgicos específicos na Sexta-feira Santa também. Morávios realizam uma festa específica ("Festa do Amor") na sexta e comungam na quinta. Os metodistas comemoram a Sexta-feira Santa com um serviço de adoração, geralmente baseado nas sete frases de Jesus na cruz. Alguns batistas e pentecostais também tem um culto especial.
Muitas igrejas protestantes realizam um serviço interdenominacional com comunhão.

## Costumes

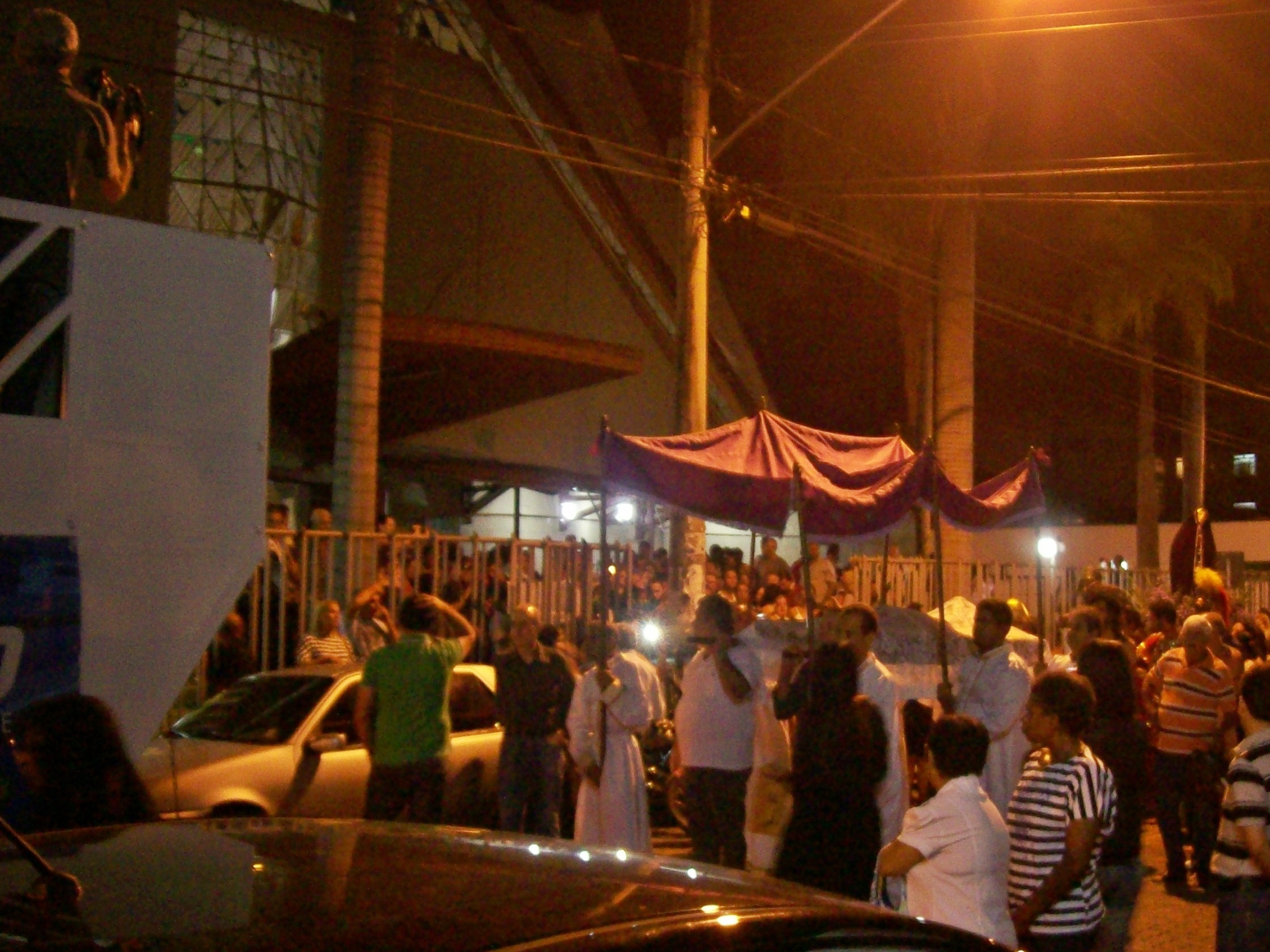
Procissão do Senhor Morto da Paróquia São Sebastião de Coronel Fabriciano, em Minas Gerais, Brasil, saindo da Catedral de São Sebastião.

Em muitos países com forte tradição cristã, como Austrália, Brasil, Canadá, as ilhas do Caribe, Chile, Colômbia, Costa Rica, Equador, Finlândia, Portugal, Alemanha, Malta, México, Nova Zelândia, Peru, Filipinas, Cingapura, Espanha, Suécia, Reino Unido e Venezuela, a Sexta-feira Santa é um feriado nacional. Nos Estados Unidos, em doze estados é feriado.

### Procissão do Senhor Morto
Em muitas cidades históricas ou interioranas do Brasil e Portugal, como Paraty (RJ), Ouro Preto (MG),Mariana, São João del Rei (MG), Oliveira (MG), Pirenópolis (GO), Jaraguá (GO), Rio Tinto (Concelho de Gondomar em Portugal) e São Mateus, a "Celebração da Paixão e Morte do Senhor" é procedida da Procissão do Enterro, também conhecida como "Procissão do Senhor Morto", em que são cantados motetos em latim. A celebração tradicionalmente é promovida pela Irmandade do Santíssimo Sacramento.

### Cuba
Num artigo online publicado na Agência de Notícias Católica por Alejandro Bermúdez em 31 de março de 2012, o presidente de Cuba Raúl Castro, o Partido Comunista e seus secretários decretaram que a Sexta-feira Santa naquele ano seria um feriado nacional. O ato era uma resposta de Castro a um pedido feito pessoalmente a ele pelo papa Bento XVI durante sua visita apostólica à ilha e à cidade de Leão, no México, naquele mês. Esta concessão seguiu o padrão de pequenas concessões de Cuba em relação ao Vaticano e espelha uma outra feita por Fidel Castro a pedido de São João Paulo II quando declarou que o Natal voltaria a ser feriado em Cuba. As duas datas são hoje feriados nacionais em Cuba.